# Journal d'Amérique
Série
Poussières d'Amérique
(2011)
Pour plus de détails, voir Fiche technique et Distribution.
Journal d'Amérique est un film français réalisé par Arnaud des Pallières. Présenté en 2022 à plusieurs festivals, il sortira en France le 22 novembre 2023.

## Fiche technique
- Titre original : Journal d'Amérique
- Titre international : American Journal
- Réalisation : Arnaud des Pallières
- Scénario : Arnaud des Pallières
- Consultant archives : Rick Prelinger (en)
- Son : Mélissa Petitjean
- Musique : Martin Wheeler
- Société de production : Iwaso Films - Les Films Hatari
- Pays de production :  France
- Distribution (France) : Les Films de l'Atalante
- Genre : documentaire
- Durée : 112 minutes
- Date de sortie : France - février 2022 (présentation à la Berlinale 2022) - 18 mars 2022 (présentation au festival Cinéma du réel)[1] - 22 novembre 2023 (sortie nationale)

## Sélections
- Cinéma du réel 2022
- Berlinale 2022[2]